# Brežani (Karlovac)
Brežani is een plaats in de gemeente Karlovac in de Kroatische provincie Karlovac. De plaats telt 146 inwoners (2001).